# Klockenhagen

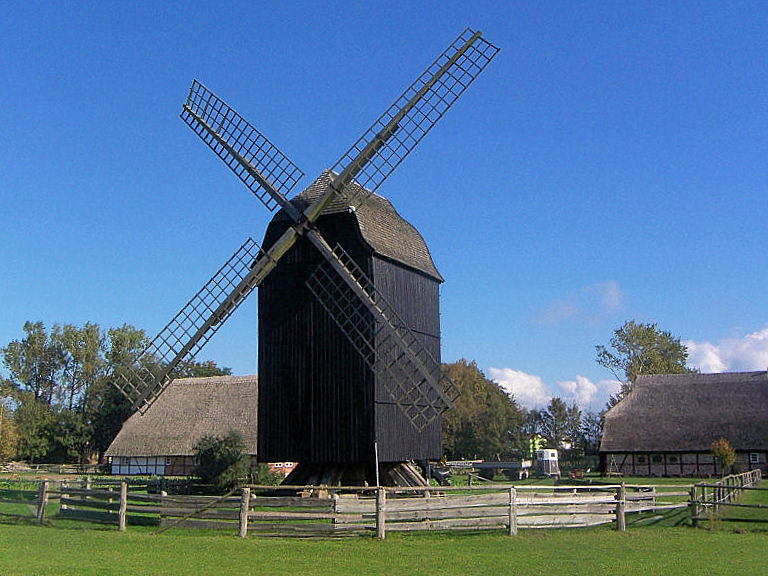
Bockwindmühle im Freilichtmuseum Klockenhagen

Klockenhagen ist ein Ortsteil der Stadt Ribnitz-Damgarten (Landkreis Vorpommern-Rügen) in Mecklenburg-Vorpommern.

## Lage
Das Dorf liegt westlich von Ribnitz-Damgarten am Rande der Rostocker Heide.

## Geschichte
Klockenhagen wurde im Jahr 1332 erstmals urkundlich erwähnt. Seit 1339 war es im Besitz des 1323 durch Fürst Heinrich II. von Mecklenburg gestifteten Klosters Ribnitz. Im Jahr 1516 umfasste es 16 Gehöfte und 6 Katen. Die bis dahin selbstständige Gemeinde Klockenhagen wurde 1994 in die Stadt Ribnitz-Damgarten eingemeindet.

## Sehenswürdigkeiten
- Freilichtmuseum Klockenhagen
  - Dorfkirche Dargelütz (im Freilichtmuseum wiederaufgebautes Kirchenschiff)
- Rostocker Heide